# Johann Friedrich Ambrosius von Veterani
Johann Friedrich Anton Ambrosius von Veterani, Monte Calvo grófja (olaszul: Federico Ambrosio Veterani di Urbino, conte di Monte Calvo) (Urbino, 1643. március 13. – Lugos, 1695. szeptember 21.) olasz származású katonatiszt, német-római császári hadvezér. A Habsburg Birodalom szolgálatában küzdött Bécs felmentésében. Tábornokként, majd 1694-től tábornagyként részt vett az ezt követő magyarországi törökellenes hadjáratokban és a Thököly-felkelés elleni erdélyi harcokban. Az erdélyi császári haderő főparancsnokaként esett el az 1695-ös lugosi csatában.

## Élete

### Származása, neveltetése
1643-ban született Itáliában, az Urbinói Hercegségben. Édesapja, Giulio Veterani 1631-ig II. Francesco Maria della Rovere hercegnek, az hercegség utolsó uralkodójának tanácsnoka, édesanyja Camilla Maria Altoviti, ősi firenzei család tagja volt. Hatan voltak testvérek, két fiú (Federico és öccse, Simone Lorenzo), és négy leány. Az urbinói gyökerű Veterani család korábban városuk leggazdagabb famíliái közé számított, tagjai a mindenkori fejedelem szolgálatban álltak. A család lehanyatlott, a Veteranik 16. századi városi palotája (Palazzo Veterani) 1775-ben a Massaioli családhoz került.
Federico hatévesen árvaságra jutott, anyai ági rokonainál, az Altovitiknél nevelkedett. Kiváló nevelést kapott, tanult építészetet, matematikát, filozófiát. Kortársai dicsérték műveltségét, fegyelmezett és választékos beszédstílusát, nyelvérzékét. Olasz, latin és francia nyelvtudása mellett későbbi balkáni katonai pályafutása során megtanult németül, és megérttette magát törökökkel, magyarokkal és románokkal is.

### Katonai pályájának kezdete
18 évesen (1661-ben) több urbinói nemes úrfival együtt elhagyta szülővárosát és jelentkezett a Habsburg császári haderőbe. Anyai ági rokona, bizonyos Beni százados, az olaszokból álló Risani ezred kapitánya ajánlotta Őfelsége figyelmébe. Valószínűsíthető, hogy az ifjú Veterani már addig is részt vett katonai akciókban, mert 1682. február 12-én tiszti kinevezési oklevelet (Offizierspatent) állítottak ki számára, amely hivatkozik addigi hadi tapasztalataira és igazolt haditetteire.
1663-ban Raimondo Montecuccoli hadseregében Magyarországon harcolt. Életének következő két évtizedéről keveset tudunk. Levelezéséből kitűnik, hogy az 1664-es szentgotthárdi csatában nem vett részt. Több éven át a birodalom különféle helyőrségeiben töltötte szolgálatát. 1669-ben a krétai Candiában járt, a Morosini család megbízásából. Közben igyekezett enyhíteni Urbinóban maradt családtagjának anyagi gondjait is. Áthelyeztette magát a gyalogságtól a lovassághoz, ahol gyorsabb előmenetelt remélt. 1669-ben a jezsuiták általános elöljárójának segítségével megkapta a Monte Calvo grófja rangot.
1672-ben feleségül vette az osztrák Costanza Prainer grófnőt, de hozományt nem kapott vele. Ebben az időben léptették elő kapitánnyá, rangban elmaradt kortársaitól, Piccolomini őrnagytól, Caraffa ezredestől, Colloredo alezredestől. A francia–holland háborúban kapitányként a rajnai fronton több ütközetben kitüntette magát. A nijmegeni békeszerződés idején (1678-ban) már ezredesi rangban volt.
1678–1683 között több katonai akciót vezetett a Thököly-felkelés ellen. 1679-ben megözvegyült, ui. felesége a fronton tartózkodva maláriát kapott és meghalt, egy leányuk maradt félárván. 1680-ban Veterani hazalátogatott Urbinóba, ekkor járt utoljára szülővárosában. 1682-ben újra megnősült, a 22 éves Maria Vittoria Trivulzi grófnőt vette el, akivel 7000 dukát hozományt is kapott. Élete hátralévő részét, egy 1684-es rövid római utazástól eltekintve, a török fronton töltötte.

### A magyarországi török háborúkban
Bécs 1683-as török ostroma idején Veterani ezredesi rangban 1000 vértes katonával a Duna egyik hídját védelmezte.
A következő években részt vett a magyarországi törökellenes hadjáratokban. 1684-től Antonio Caraffa tábornagy parancsnoksága alatt harcolt a törökök és Thököly kurucai ellen. Kitüntette magát Érsekújvárnál, ahol több, Thököly csapatai által körülvett császári ezredet mentett ki a körülzárásból. 1685. szeptember 11-én jelentős szerepet vitt az ostromlott Eperjes megadásra kényszerítésében. Másnap vezérőrnaggyá (Generalfeldwachtmeister) léptették elő. 1686-ban Szeged bevételénél ismét kitüntetéssel harcolt. 1687-ben részt vett a nagyharsányi csatában is.

### A balkáni hadjáratokban
1688 tavaszán Caraffa utasítására Erdélybe vonult, Brassóban nehézség nélkül hódoltatta a szászokat. Május 9-én Erdély meghódolt, Veterani az erdélyi hadsereg parancsnokaként Nagyszebenben állította fel főhadiszállását, innen ellenőrizhette Erdélyt és Havasalföldet, és biztosította a Belgrád elleni offenzívát. 1688. július 13-án altábornaggyá lépett elő. Az 1688-as balkáni hadjáratban Badeni Lajos őrgróf, fővezér parancsnoksága alatt csapataival a Duna jobb partján Belgrád ostromára vonult. Az 1688-as ostromban nem vett részt, csapataival Constantin Brâncoveanu havasalföldi fejedelmet szorította semlegességre.
1689 tavaszán Veterani az erdélyi erők parancsnokságát átadta Heissler altábornagynak. Ő maga a fősereggel a Balkánra vonult. Részt vett az 1689. szeptember 24-i nisszai csatában. Október 15-én, Vidin ostroma során egy muskéta lövedékétől súlyosan megsebesült, A további harcban nem vehetett részt, ezért Vidin kapitulációja (október 19.) után, november közepén a fővezér Nissza erődjének parancsnokává nevezte ki. (Kinevezésének előzményéhez hozzátartozik, hogy Nissza kinevezett császári parancsnoka, Piccolomini altábornagy Ó-Szerbiába, azaz Koszovóba vonult, elfoglalta Pristinát, eljutott Üszkübig (Szkopje), de november 9-én Prizrenben a pestis áldozatául esett, utódja Veterani tábornok lett.)
1690-ben Nissza parancsnokaként, június 17-én túlzottan optimista jelentést küldött Badeni Lajosnak, miszerint ő „Szerbiában megint mindent a legjobb rendbe hozott; hogy a Balkán népei a legelső intésre tömegesen kelnek fel a porta ellen s hogy ő 12 000 emberrel akár Konstantinápolyt is elfoglalja s a törököket végkép kiűzi Európából.” A jelentésre alapozva a császár – Badeni Lajos fővezér kételkedő véleményét elvetve – offenzív balkáni hadjáratra adott utasítást. Augusztus 13-án Veterani csapataival (6700 gyalogossal és 4300 lovassal) Nisszából a Morava folyó menti Jagodinába, a fősereg gyülekező helyére vonult. Feladata egy Nissza vagy Vidin elleni támadás kivédése volt. A fővezér odaérkezéséig ő volt megbízva a főparancsnoksággal. Nissza védelmére Guido von Starhemberget hagyta hátra, 4000 emberével. Az Erdély védelmével megbízott Heissler altábornagy Karánsebesnél állt 3000 lovassal. A törököktől korábban visszafoglalt magyar erődökben csak minimális őrséget hagytak, a Száva mentét is csak határőrök és horvát nemzetőrök védték. Veterani altábornagyot augusztus 16-án lovassági tábornokká nevezték ki.
Júliusban megindult a török támadás. A Törcsvári-szoros felől támadó Thököly augusztus 21-én a zernyesti csatában szétverte az erdélyi véderőt, Heissler fogságba került, Teleki Mihály erdélyi főgenerális elesett. Erdélybe fosztogató török-tatár hadak törtek be. A császári főseregnek Erdély felmentésére kellett vonulnia. Mezzomorto („félholt”) ruméliai pasa a Duna völgyében sikeresen nyomulhatott felfelé. Augusztus 29-én visszafoglalta Vidint, majd Kladovót, Orsovát, Galambócot és Ram erődjét. Veterani csapata nem tudta visszavetni Köprülü Musztafa pasa nagyvezírt, aki augusztus 15-én ostrom alá vette Nisszát is. Starhemberg 24 napig állt ellen, de a fősereg elvonulása miatt nem számolhatott felmentéssel, így szeptember 8-án feladta a várat. A nagyvezír szeptember 24-én Szendrőt, majd október 8-án Belgrádot is bevette, általános összeomlást előidézve.
Erdélyben Badeni Lajos a tatár hordák és Thököly csapatai ellen indult. A császári gyalogságot Veterani tábornok parancsnoksága alatt Erdélyben hagyta, ő maga a lovassággal Kolozsváron és Szatmáron át a tatárok ellen vonult, akik Szilágysomlyón át törtek Erdélybe. Az őrgróf Gyalunál vereséget mért rájuk, közben Veterani 1691. január 2-án Törcsvárnál megtámadta és szétverte Thököly seregét, maga a fejedelem alig kerülte el a fogságba esést. A tatárokat Nagyvárad felé, Thökölyt Havasalföld felé szorították ki Erdélyből.

### Az erdélyi császári haderő parancsnoka
1691. szeptember 5-én Veteraninak sikerült elfoglalnia Lippa várát. Ezután Erdély stratégiai védelmére összpontosított. Megpróbálta megakadályozni a törökök előrehatolását a Duna mentén. D’Arnau császári kapitány a Vaskapu-szoros partján (Dubova falunál) felfedezett és felmért egy „Piskabara” nevű természetes sziklaüreget, amelyet Veterani védművekkel megerősített. A sáncok mögé 300 fős védőcsapatot telepített. 1692. március 16-án a törökök megtámadták az erődített barlangot. A víz felől érkező első támadást ágyúkkal megerősített 300 fős sajkás csapat hajtotta végre, ezt a védők elhárították. Ezután a törökök a szárazföld felől indítottak sorozatos támadásokat, már a barlang fölötti területet is elfoglalták, a kis védősereg ennek ellenére 45 napon át kitartott, és csak május végén adták meg magukat a túlerőnek. A harcok emlékére e barlangot ezután Veterani-barlangnak nevezték. (Az 1787–91-es Habsburg–török háborúban is hasonló, hősi védelem színhelye volt. Az 1960-as évek végén, a Vaskapu-szorosban épült vízerőmű miatt a barlang víz alá került, ma már nem látható.)
1692. október 6-án Nagyszebenben fia született, akit Giuliónak kereszteltek. Katonái zajosan ünnepelték az eseményt, de a fiúcska néhány nappal később meghalt.
A következő években Veterani Erdély és Bánát védelmére összpontosította erőit. Karánsebest és Orsovát megerődítette. 1694. május 17-én I. Lipót császár tábornaggyá nevezte ki, ezzel egyidejűleg a Német-római Birodalom grófjává emelte.

### Utolsó csatája
1695-ben Frigyes Ágost szász választófejedelem császári fővezér Temesvár visszafoglalására indított hadjáratot. Főtanácsadójává, a hadműveletek de facto irányítójává a nyugati frontról 1694-ben visszatért Caprara tábornagyot nevezték ki, aki Veteranival nem állt jó személyes viszonyban. A szultán török és tatár hadat küldött Erdély felprédálására. Augusztus 6-án Veterani Gyulafehérváron végrendelkezett leánya javára. Vagyona 50 000 forintot tett ki, bécsi palotáját azonban 40 000 scudo jelzálog terhelte.
Veteranit mindössze 7 császári lovasezreddel (kb. 6500 lovassal) és 800 gyalogossal a Déli-Kárpátok hegyszorosainak biztosítására rendelték. Mivel a török-tatár előnyomulás irányát nem lehetett előre tudni, Veterani Lugosnál foglalt állást, hogy Lippa, Dobra, Karánsebes vagy a Vaskapu-szoros felé is elindulhasson. Veterani úgy tudta, a Temesvár felé vonuló császári főerő az ellenséges (török) főerő hátában áll, ezért saját egységei ellen nem várt nagyobb erejű támadást. Közben azonban Frigyes Ágost fővezér (elsősorban alvezéreinek nézeteltérései miatt) elrendelte a fősereg visszavonását a Tisza és Pétervárad felé. Veterani tábornagyot magára hagyták a 20 000 főnyi török támadó erővel szemben, de a hadmozdulatról (valószínűleg a hadvezetés belső ellentétei miatt) Veteranit későn, szeptember 21-én értesítették, amikor a szultán már tudomást szerzett a császáriak mozgásáról, és csapatait a teljesen elszigetelten álló Veterani megtámadására küldte, hogy őt legázolva az Erdélybe vezető szorosokba törhessen. Egykori beosztottja, Sigbert Heister táborszernagy a Maros mentén 5 lovas ezreddel indult Veterani felmentésére, de visszarendelték, a kerülő úton helyette érkező Corbelli tábornok lekéste a csatát.
Szeptember 21-én került sor a lugosi csatára. A kis számú császári csapat megkísérelt helytállni, de a túlerő elnyomta őket, maga Veterani is halálos sebet kapott. Katonái megpróbálták elmenekíteni a csatatérről, de a törökök utolérték, megölték, fejét levágták és a szultán elé vitték. A szultán utasítására az elesett tábornagy testét még a csatatéren eltemették. A kis csapat helytállása, vereségük ellenére, megóvta Erdélyt az elözönléstől, a kialakult átláthatatlan helyzetben a török fősereg tétlen maradt.

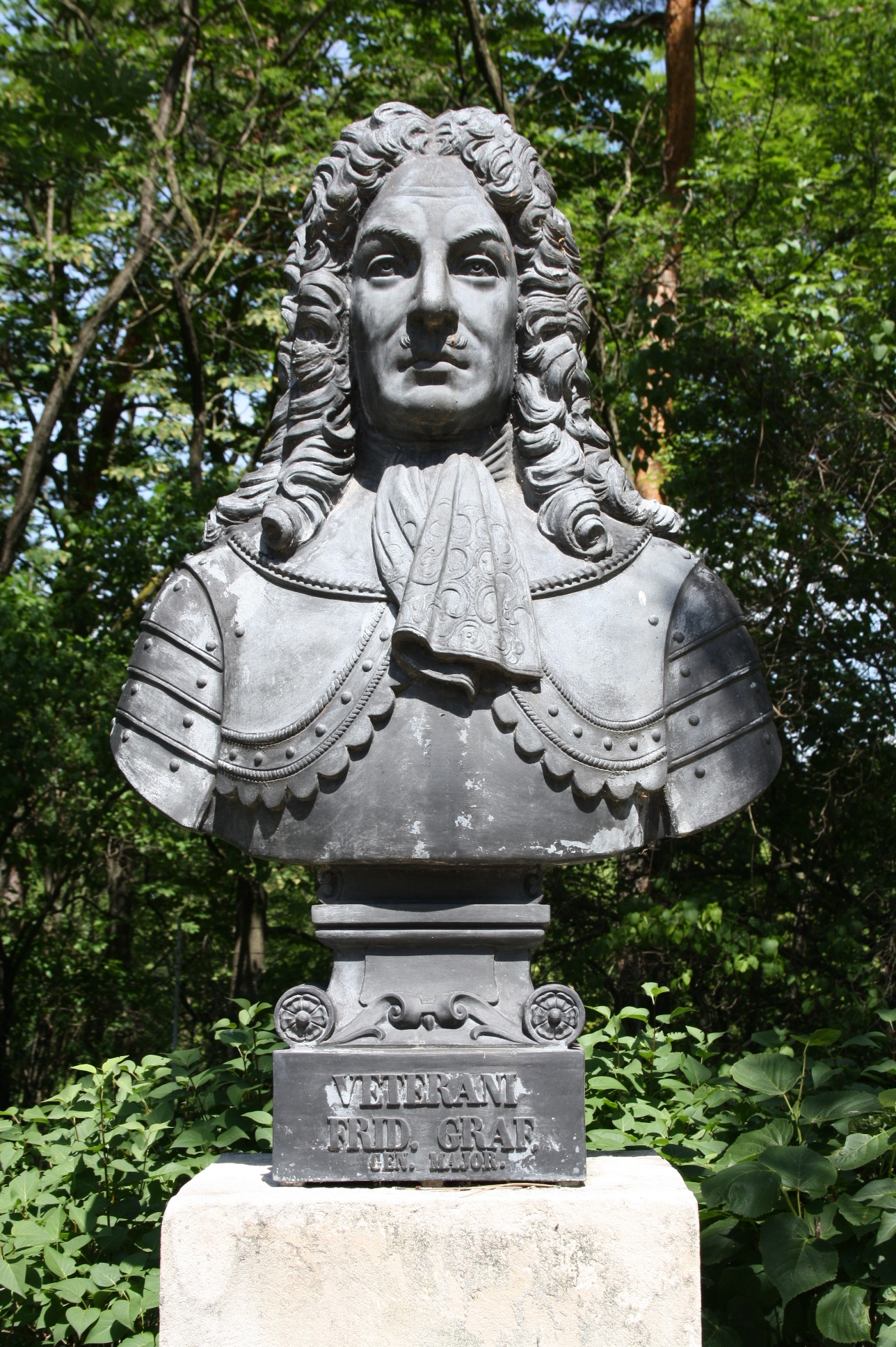
Mellszobra az alsó-ausztriai Heldenberg emlékhelyen.

### Emlékezete
1863. február 28-án Ferenc József császár rendeletet bocsátott ki, amelyben Friedrich von Veterani tábornagyot felvétette „Ausztria leghírnevesebb, örökös példaképként szolgáló hadvezéreinek és vezénylő tábornokainak listájára.” Tiszteletére és emlékezetére a bécsi Császári és Királyi Udvari Hadimúzeumban, a mai Hadtörténeti Múzeumban, a Hadvezérek csarnokában (Heeresgeschichtliches Museum, Feldherrenhalle) elrendelte Veterani életnagyságú márványszobrának felállítását. A szobrot 1867-ben Karl Costenoble szobrászművész készítette el carrarai márványból. A szobrot maga a császár avatta fel.
Az alsó ausztriai Kleinwetzdorfban épült emlékhelyen, a Hősök sétányán (Heldenallee) elhelyezték Veterani tábornagy bronz mellszobrát.
Szülővárosában, Urbinóban utca őrzi a nevét. (Via Federico Veterani).